# Liddy Bacroff
Liddy Bacroff (19 de agosto de 1908 - 6 de enero de 1943) fue una artista y prostituta de la era de la República de Weimar, perseguida y asesinada por el régimen nazi durante la Segunda Guerra Mundial. Bacroff rechazó el rol de género masculino asignado al nacer y se identificó como "travesti". Bacroff fue encarcelada varias veces por "actos homosexuales" en virtud del artículo 175 del Código Penal alemán y finalmente asesinada en el campo de concentración de Mauthausen.

## Biografía
Liddy Bacroff fue criada primero por sus abuelos y luego adoptada por Joseph Habitz, el posterior esposo de su madre. Tras la adopción, se le dio el nombre legal de Heinrich Habitz, que luego no cambiaría. Bacroff fue considerada "difícil de criar" y la enviaron a un reformatorio durante un año. Después de abandonar sus prácticas mercantiles, trabajó en varias oficinas y como mensajera, y luego se convirtió en una "dama de baile" de circo. En 1924, a la edad de 16 años, Bacroff fue condenada por primera vez a seis semanas de prisión por el tribunal de distrito de Ludwigshafen por un delito previsto en el artículo 176 (3) del Código Penal del Reich; posteriormente se anuló la pena. En 1929, el Tribunal de Distrito de Mannheim la condenó a dos meses de prisión por "fornicación antinatural" en virtud del artículo 175. En noviembre de 1929 Bacroff finalmente dejó Ludwigshafen y se mudó primero a Berlín y luego a Hamburgo, para participar activamente en espectáculos de prostitución y travestismo bajo el nombre de Liddy Bacroff.
En 1930 Bacroff fue arrestada nuevamente por robo y sentenciada a dos meses de prisión. Poco después de ser liberada de esa sentencia, Bacroff tuvo que cumplir otro mes de prisión por invasión de propiedad privada. Casi un año después, en mayo de 1931, Bacroff fue condenada nuevamente, esta vez a cuatro meses de prisión por actos homosexuales en virtud del artículo 175. En 1933 y 1934 Bacroff fue condenada a seis y diez meses de prisión, respectivamente.
En las cárceles, Liddy Bacroff escribió dos textos sobre su vida: Freiheit! (Die Tragödie einer homosexualuellen Liebe) ( ¡Libertad! La tragedia de un amor homosexual) y Ein Erlebnis als Transvestit. ¡Das Abenteuer einer Nacht in der Transvestitenbar Adlon! (Una experiencia como travesti. ¡La aventura de una noche en el bar de travestis Adlon!).
En 1936, Liddy Bacroff fue procesada por primera vez en virtud del artículo 4 del artículo 175 a del Código Penal alemán, recientemente introducido por los nazis y que tipificaba como delito la "indecencia comercial", y fue condenada por el Tribunal Regional de Hamburgo a dos años en la penitenciaría de Bremen-Oslebshausen con 3 años de "pérdida del honor" (pérdida de los derechos civiles).
Después de su liberación de prisión en enero de 1938, Liddy Bacroff intentó evadir la constante vigilancia policial utilizando documentos falsificados, tras lo cual se inició una orden de búsqueda. Dos meses más tarde, el 25 de marzo de 1938, Liddy Bacroff fue denunciada cuando alguien dijo a la policía que "un hombre vestido de mujer" estaba sentado a una mesa con otro hombre en el restaurante Komet. Ambas personas fueron arrestadas. El compañero de mesa de Bacroff dijo que creía haber conocido a una mujer. Bacroff le dijo a la policía que la policía le dio permiso para usar ropa de mujer y que su "pasión por los hombres" fue lo que la llevó a la prostitución.
El 4 de abril de 1938, Liddy Bacroff solicitó la castración voluntaria. A continuación fue examinada por el consejero médico Wilhelm Reuss del Departamento de Salud de Hamburgo. El médico clasificó a Bacroff como "travesti incurable" (que seguiría vendiendo servicios sexuales a hombres), lo que equivalía a una sentencia de muerte.
El 22 de agosto de 1938, Liddy Bacroff fue condenada por el Tribunal Regional de Hamburgo a tres años en Zuchthaus con posterior prisión preventiva por "indecencia comercial antinatural" como "delincuente habitual peligroso".
Después de permanecer bajo custodia de la Gestapo y en prisión preventiva, Liddy Bacroff fue trasladada a la penitenciaría de Bremen-Oslebshausen en octubre de 1938 y, después de cumplir su condena, fue enviada al centro de detención de Rendsburg en octubre de 1941. En noviembre de 1942, Liddy fue trasladada a las autoridades policiales de Hamburgo y luego llevada al campo de concentración de Mauthausen, donde fue asesinada el 6 de enero de 1943.

## Memoria

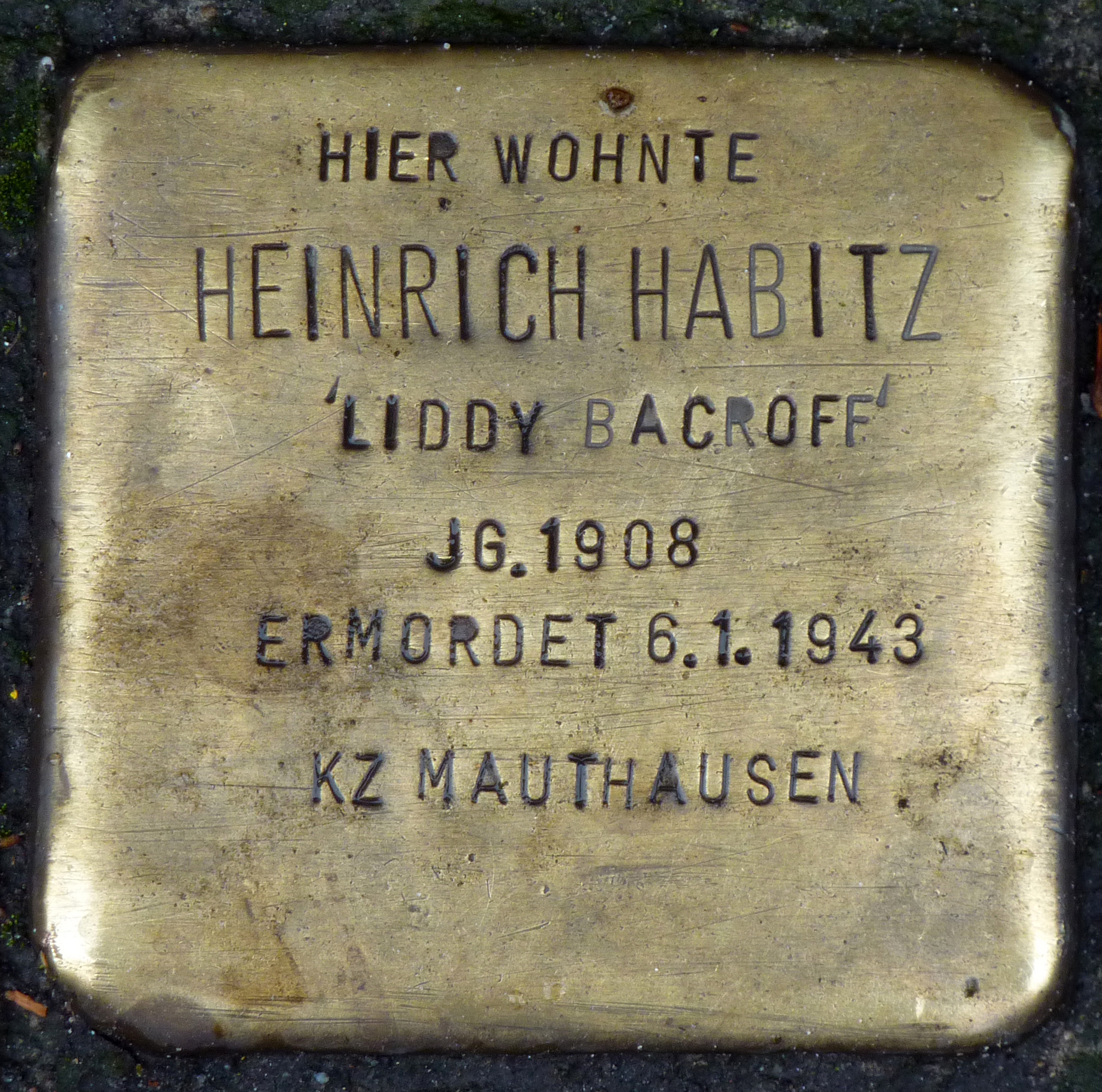
Stolperstein para Liddy Bacroff, presentado bajo su nombre legal

En el último lugar de residencia de Liddy Bacroff en Hamburgo (Simon-von-Utrecht-Straße 79) se instaló un Stolperstein . La historia de vida de Liddy Bacroff se puede escuchar en formato audio en la página web www.stolpersteine-hamburg.de, donde se cita las notas de Bacroff sobre su estancia en prisión.
En mayo de 2016, el Teatro Oliv de Mannheim representó la obra Will flirten, toben, schmeicheln! Lasst mich – ich bin Liddy (¡ Quieres coquetear, retozar, halagar! Déjame - Soy Liddy ), en el que se presentó en escena la historia de Bacroff a partir de escritos personales y otros documentos.